# 希里夫齊
48°25′41″N 26°17′54″E / 48.42806°N 26.29833°E
希里夫齊（烏克蘭語：Ширівці）是位於烏克蘭西南部的村莊，由切爾諾夫策州德涅斯特区的內多博伊夫齊市鎮負責管轄。該村距離新謝利察34公里，海拔高度301米，2001年該村落人口1,806。